# Richard Corliss
Richard Nelson Corliss (Filadélfia, 6 de março de 1944 — Nova Iorque, 23 de abril de 2015) foi um crítico de cinema e editor de revistas norte-americano.